# 海賊とよばれた男
『海賊とよばれた男』（かいぞくとよばれたおとこ）は、百田尚樹による歴史経済小説である。
出光興産創業者の出光佐三をモデルとした主人公・国岡鐡造の一生と、出光興産をモデルにした国岡商店が大企業にまで成長する過程が描かれている。
第10回本屋大賞受賞作品。2016年（平成28年）12月現在、上下巻累計で420万部突破のベストセラーとなっている。
2016年（平成28年）12月10日に映画化作品が全国公開された。

## あらすじ
序章
1945年（昭和20年）8月15日。連合国と日本の戦争は終わった。東京をはじめとする主要都市は徹底的に爆撃されて瓦礫の山となり、海外資産の全てを失って莫大な賠償金が課せられようとしていた。これから日本はどうなっていくのだろうかと、日本国民の誰もが途方に暮れて失意に打ちひしがれている時、既に老境に入っていた国岡商店の国岡鐡造店主は、わずかに残った社員を前に訓示を行う。三千年の歴史を誇る日本人としての誇りを失わぬように活を入れ、さらに「ひとりの馘首もならん！」と、社員を一人も解雇せずに、日本と国岡商店の再建に挑む。
第一章 朱夏（昭和20〜22年）
売るべき商品「石油」がそもそもないという現実に直面した国岡商店は、社員一丸となって新しい仕事を求め、様々な業種に取り組む。鐡造は愛蔵の美術品を手放してでも、金銭を工面した。やがて海軍からの人材を中心にラジオ修理を手掛け、全国の店舗の営業を再開する。しかし、戦前から国内の同業他社と対立し、石油配給統制会社（石統）からも締め出されていた。
その石統は、日本への石油輸入再開の条件としてGHQから出された、旧海軍の燃料タンクから燃料を浚うという、非常に過酷な仕事を国岡商店に受注させる。その後も国岡商店は、販売業者指定案から除外されそうになるが、国岡商店の社員たちが必死になって働く姿が、特にGHQに強い印象を与えたことから、除外は撤回される。販売業者指定を受けた国岡商店は、ようやく石油販売業者として再出発するのだった。
第二章 青春（明治18〜昭和20年）
神戸高商在学中、国岡鐡造は石油の将来性に目を付け、また消費者の利益のために、問屋を介さず広範囲に直営店を展開する「大地域小売業」の夢を持つ。大商社鈴木商店を蹴って、神戸の酒井商店に丁稚として就職した鐡造は、ここで商売の心構えを学び、また台湾での商談を成功させたところで、神戸高商時代に知り合った資産家：日田重太郎から多額の資金援助を得て、郷里に近い門司に「国岡商店」として独立する。
国岡商店は、石油卸売業者として漁船の燃料を扱い、好評を得る。さらなる販路拡大のため、下関と門司での住み分けを図る協定をかいくぐり、下関側の漁師に海上で燃料を売るため、従業員とともに伝馬船で海に漕ぎ出す姿は「海賊」と呼ばれた。さらには寒冷な満州でも使用可能な、良質な機械油を南満州鉄道に売り込むことにも成功する。こうして海外にも販路を拡大するが、一方で、同業他社からの反発も強く、さらに日本の石油政策の統制化を受けて、国岡商店は日本国内での営業が困難になる。念願のタンカー日章丸を就航させて程なく、米国の対日石油禁輸を発端に、大東亜戦争が始まる。鐡造も、日本のためという一貫した姿勢を貫くが、大局の前になすすべもなく、敗戦を迎える。
第三章 白秋（昭和22年〜昭和28年）
国岡商店は次々と苦難を乗り越え、石油タンクの所有、そして二代目のタンカー日章丸の建造を果たし、外国資本によらない「民族系」石油元売として順調に事業を拡大していた。しかし欧米資本の７つの石油メジャー、通称「セブンシスターズ」の妨害により、北米からの石油輸入が困難になった。
ある日、鐡造は同じ福岡出身の実業家石橋正二郎の紹介で、米国籍のイラン人：ホスロブシャヒと知り合う。昭和26年（1951年）、イランは石油の国営化を宣言し対外関係が不安定になっていた。鐡造はイランが英国との契約を反故にした経緯を快く思わず、イランからの石油輸入を断る。しかし、イランが長年にわたり英国から搾取されている実態を知ると、海外渡航や保険の問題の解決、そしてモサデク首相らとの石油売買の交渉をまとめ上げさせ、石油購入のため、ついに日章丸のイランへの派遣を決心する。昭和28年（1953年）、日章丸は極秘裏にアバダン港に到着し、イラン民衆の大歓迎を受ける。復路では英国東洋艦隊の海上封鎖をかいくぐり、無事に日本に到着する。この「日章丸事件」は、石油貿易自由化や日・イラン友好の嚆矢として期待されたが、モサデクの失脚によりわずか3年でイランとの貿易は終わった。
第四章 玄冬（昭和28年～昭和49年）
鐡造は石油メジャーと対決するためには、産油国から原油を直接輸入し、自ら精製する必要性を痛感する。バンク・オブ・アメリカから巨額の融資を受けることに成功すると、アメリカ人の懐の広さに感じ入る。そして、昭和32年（1957年）、徳山に、自らの理念を込めた製油所を常識外れの速さで完成させた。
老齢になっても鐡造の反骨精神は、なおも健在であり、消費者や日本の利益にならないと考える生産調整や石油業法には強硬に反対した。やがて恩人である日田との死別を経て、鐡造はついに引退を決意する。ある時、やむを得ず離別した先妻：ユキの消息を知り、若かりし頃に思いを馳せるが、すぐその感情を打ち消す。
終章
晩年、敗戦直後に手放した美術品を買い戻していた鐡造は、昭和56年（1981年）にようやく仙厓の「双鶴画賛」を買い戻し、意味を悟る。同年、大勢の家族と「双鶴画賛」に看取られ、95歳で生涯を終える。

## 登場人物

### 主人公とその家族
- 国岡鐵造 - 国岡商店の創業者にして主人公。モデルは出光興産創業者の出光佐三。類い稀な先見の明を持ち、人間尊重の信念を貫き、あらゆる苦境に耐えて国岡商店を経営する。店員達に対して家族のように接し、全面的に信頼している。座右の銘は「黄金の奴隷たる勿れ」であり、他にも「士魂商才」「人間尊重」などの言葉をよく用いる。
- 国岡徳三郎 - 父。モデルは出光藤六。鐡造に人としての生き方を教えた人物。経営していた店が潰れ、国岡商店の創業メンバーの一人となる。
- 国岡稲子 - 母。モデルは出光千代
- 国岡万亀男 - 兄。鐵造より三つ年上。初の海外進出である大連支店の支店長となる。
- 国岡ミツ - 姉。鐵造より二つ年上。名前のみ登場。
- 国岡タエ - 妹。名前のみ登場。
- 国岡達吉 - 弟。モデルは新出光創業者の出光弘。（作中にも新出光をモデルとした会社「新国岡」が登場する）
- 国岡貞夫 - 弟。名前のみ登場。
- 国岡孝義 - 弟。名前のみ登場。
- 国岡正明 - 末弟。鐵造より十五年下。モデルは出光計助出光興産二代目社長。満鉄に入社し、戦後、国岡商店に入店し鐡造を支える。
- 国岡ユキ - 前妻。旧姓：春日。裕福な庄屋の娘で、まだ貧しかったころの国岡商店に嫁ぎ、鐵造の活力の源となる。しかし子に恵まれなかったことから、自ら離別を申し出る。その後は再婚せず、群馬県で働きながら密かに国岡商店の発展を見守り続けていた。
- 国岡多津子 - 後妻。旧姓：山内。鐵造との間に一男四女を儲ける。
- 国岡昭一 - 鐵造の長男で、長じて米国に留学する。モデルは出光昭介出光興産五代目社長。

### 重太郎とその家族
- 日田重太郎 - 淡路島出身の資産家で、国岡鐵造の恩人。義弟の家で出会った高商時代の鐡造の考えに興味を持ち、息子・重一の家庭教師を任せる。その後自らの家を売って会社設立の為の資金を「返済不要」の条件で援助した。
- 日田八重 - 日田重太郎の妻。戦後に亡くなり、国岡商店の発展を見ることは叶わなかった。
- 日田重一 - 重太郎の長男。鐡造を家庭教師に付けられる。
- 日田重助 - 重太郎の次男。

### 国岡商店の関係者
- 東雲忠司 - 国岡商店の店員で幹部クラスの人材。モデルは石田正賓出光興産三代目社長。（後、経団連副会長）
- 武知甲太郎 - 国岡商店の店員。元陸軍中野学校教官で、英語も堪能。戦後、GHQから「石油業界にしがらみがなく、かつ石油産業に詳しい者」を求める依頼を受け、相応しい人物を探していた際、鐡造に出会い、両者を引き合わせる。その中で、鐡造の人柄に惚れ込んで国岡商店へ転職。国岡商店では「情報戦」のプロとして活躍する。モデルは手島治雄出光興産専務。
- 甲賀治作 -  国岡商店の店員。抜群の記憶力で国岡を支え、戦争で焼けた店員の名簿を記憶だけを頼りに復元した。
- 柏井耕一 - 国岡商店の店員。物覚えが悪く才気が無いが、人一倍の努力で国岡を支える。
- 宇佐美幸吉 - 国岡商店の店員。武知の右腕。
- 小松保男 - 国岡商店の店員。
- 藤本壮平 - 国岡商店の店員。元海軍大佐。モデルは長井弘介。ラジオ修理事業を鐡造に持ち掛ける。
- 重森俊雄 - 国岡商店の店員。浅瀬に接して建設された徳山油槽所におけるシーバース建設という難工事に挑戦する。

### GHQ関係者
- ジョン・F・アイソ - 日系2世のGHQ法務局少佐（実名のまま登場）。公職追放に抗議しに来た鐡造と対峙する。
- アレックス・ミラー - GHQ法務局少佐。武知に石油産業にしがらみがなく、かつ石油産業に詳しい者を探すよう依頼し、鐡造の代理で来た東雲と会談する。
- ソニー・レドモンド - GHQ法務局大尉。ミラーの部下。

### その他
- 人見孝 - 商工省石油課長。業界団体の嫌がらせで国岡商店に石油が入らなくなるのを阻止する。後、電気事業連合会副会長。（実名のまま登場）
- 鳥川卓巳 - 国内最大手の石油会社「日邦石油」（モデルは日本石油）社長。国策企業である石油配給統制会社の社長として石油流通を統制し、国岡商店を潰しにかかる。
- モルテザ・ホスロブシャヒ - アメリカ国籍を持つイラン人のビジネスマン。国岡商店にイランの石油購入を提案する。
- ハシビイ - イランの議会ナンバー2の権力者。石油産業に詳しく、石油の購入条件を巡って国岡商店と交渉する。
- エリック・デ・ベッカー - アングロイラニアン社の弁護士。日章丸の積み荷の仮処分を求めて国岡商店と争う。
- 白石庸次郎 - 大手水産会社「山神組」（のちの日本水産）の社員。水産講習所（現東京水産大学）出身。
- 玉置敬三 - 通商産業省の官僚。後、東京芝浦電気会長。（実名のまま登場）
- 新田辰夫 - 日章丸の船長。（実名のまま登場）ベテランの船乗りであり、見事にイランの石油を持ち帰る。
- カラン - バンク・オブ・アメリカ(BOA)副社長。徳山製油所建設のため一千万ドルの融資を行う。
- バートレット - ガルフ石油の重役。国岡商店との提携を承認する。
- 池田勇人 - 通商産業大臣。後に首相となる。（実名のまま登場）
- 三木武夫 - 通商産業大臣。後に首相となる。（実名のまま登場）
- 柳井恒夫 - 国際弁護士として法律面で鐵造を支える元外務官僚。（小説では触れられていないが、外務省条約局長などを歴任している。実名のまま登場）
- 首藤正寿 - 大分合同銀行初代頭取。
- 宮部 - 上海の零式艦上戦闘機の航空兵。明言されていないが、永遠の0の主人公と姓、経歴が一致する。

## 出光関係者からの指摘

### 指摘
なお、この小説は出光佐三の事実とは異なる点が多いとの指摘が出光関係者から出されている。特に、出光興産の出身で、出光佐三から直接に薫陶を受けた奥本康大（「空の神兵顕彰会」会長）は、「正伝 出光佐三の生涯」（展転社）を上梓し、2021年6月20日(出光興産の創立110周年記念日）に行われた出版記念講演会で、次のように発言している。
- 「百田氏の小説は実際の事実とかけ離れている部分が多数あって、問題が多い。」
- 「”海賊と呼ばれた男”という小説の題名は、出光昭介出光興産名誉会長（出光佐三の長男）に挨拶に訪れた際の百田氏の説明によると、”本がたくさん売れるようにしようと思って、そういう題名にした”とのことであったが、出光昭介名誉会長は、その百田氏の発言以降、会談中にほとんど話をしなかった、とのことである。」
- 「出光佐三店主は、貴族院議員を務めていた人物である。また、出光佐三逝去に接した昭和天皇は、彼を偲ぶ御製を詠まれている。そうした人物を「海賊」と呼ぶとは、一方では失礼でもあるが、また歴史感覚と見識を欠いたものと言えよう。」
- 「終戦の詔書の翌々日に出光佐三がものした”玉音を拝して”は、百田氏の小説で扱っている程度の簡単なものではない。だから、私はそれを私費で印刷し、講演等の機会に広く御提供している。」
- 「なお、この小説の映画化においても、出光興産は資金面を含め、協力はしていない。」

### 反論
一方百田は自身のTwitterで
- 「昭介に会ったのは、昭介から会いたいという申し出があったからであり、その際、売れるからそんなタイトルにしたなどとは一言も言ってない。会談は終始和やかなもので、お土産までもらった。『売れるために海賊とつけた』などと言ったことはデタラメである。」
- 「執筆後、自分は出光興産の経営陣からも大いに感謝され、迎賓館にも招かれたし、社のイベントで講演もした。後に会社が外資と提携する件で経営陣と昭介が揉めた時に、実際は書かなかったが昭介側から提携反対の文章を書いて欲しいと頼まれたほどだ。」
- 「自分は『海賊』という言葉を悪いイメージで捉えていないが、出光佐三がかつて同業者から良くない意味で『海賊』と罵られたことは事実である。」

と反論した
。また、映画のクレジットでは「取材協力・資料提供」として「出光興産株式会社」と記載されている。

## 書誌情報
- 単行本：講談社、2012年7月11日、ISBN 978-4062175647（上） / ISBN 978-4062175654（下）
- 文庫本：講談社文庫、2014年7月15日、ISBN 978-4062778299（上） / ISBN 978-4062778305（下）

## オーディオドラマ
2014年（平成26年）にオーディオドラマ化され、同年1月1日よりオーディオブック配信サービスの「FeBe」でオンライン配信がスタートした。ナレーションはニッポン放送アナウンサーの上柳昌彦。また、同局開局60周年記念特番として、同じく上柳のナビゲーションでそのダイジェスト版が同年1月1日・1月2日の2夜連続で放送された。

### キャスト（オーディオドラマ）
- 国岡鐵造 - 中村雅俊
- 日田重太郎 - 近藤正臣
- 東雲忠司 - 川島得愛
- 国岡正明 - 江原正士
- 国岡ユキ - 佐久間レイ
- 武知甲太郎 - 福沢良一
- 甲賀治作 - 大林隆介
- 柏井耕一 - 浅科准平
- 宇佐美幸吉 - 佐々木啓夫
- 小松保男 - 利根健太朗
- 日田八重 - 久嶋志帆
- 藤本壮平 - 樫井笙人
- 重森俊雄 - 酒巻光宏
- 武田新平 - 金光宣明
- 人見孝 - 高槻陽一
- 国岡昭一 - こばたけまさふみ
- 白石庸次郎 - 祐仙勇
- 玉置敬三 - 三宅貴大
- 新田辰夫 - 玄田哲章
- ナレーション - 上柳昌彦

### スタッフ（オーディオドラマ）
- 製作 - オトバンク / ニッポン放送
- 音楽 - サウンドプロダクション吟
- メインテーマ作曲 - HIRO.K

## 漫画
須本壮一の作画で、『イブニング』（講談社）において2014年（平成26年）6号から2017年（平成29年）1号まで連載された。単行本は全10巻。
1. 2014年6月23日第1刷発行（同日発売）、ISBN 978-4-06-354521-0
2. 2014年9月22日第1刷発行（同日発売）、ISBN 978-4-06-354542-5
3. 2015年1月23日第1刷発行（同日発売）、ISBN 978-4-06-354553-1
4. 2015年5月22日第1刷発行（同日発売）、ISBN 978-4-06-354570-8
5. 2015年8月21日第1刷発行（同日発売）、ISBN 978-4-06-354585-2
6. 2015年12月22日第1刷発行（同日発売）、ISBN 978-4-06-354602-6
7. 2016年4月22日第1刷発行（同日発売）、ISBN 978-4-06-354617-0
8. 2016年9月23日第1刷発行（同日発売）、ISBN 978-4-06-354635-4
9. 2016年11月22日第1刷発行（同日発売）、ISBN 978-4-06-354645-3
10. 2016年12月22日第1刷発行（同日発売）、ISBN 978-4-06-354648-4

## 映画
2016年（平成28年）12月10日に公開された。監督は山崎貴、主演は岡田准一。映画化にあたり、2014年（平成26年）年間邦画興行収入ランキング第1位に輝いた『永遠の0』の製作チームが再集結した。脚本・監督は『ALWAYS 三丁目の夕日』『STAND BY ME ドラえもん』『永遠の0』を手掛けた山崎貴、主人公・国岡鐵造役は『永遠の0』の主人公役で第38回日本アカデミー賞最優秀主演男優賞を受賞した岡田准一が務め、劇中で20代から90代までを演じた。
監督の山崎は本作を映画化しようと決めたきっかけについて、「終戦直後のあの時代、皆が下を向いていたときに、とんでもないことをしでかした男達が居たということへの驚きが原動力。その背景を探求したくなった。」と述べている。本作におけるVFXのカット数は、『ALWAYS 三丁目の夕日』の3倍に及んでいる。

### 公開までの経緯
2015年（平成27年）11月4日に、2016年（平成28年）冬に映画化されることが発表された。11月28日には東宝スタジオにて製作報告会見が行われ、追加キャストが発表された。
2016年（平成28年）3月10日にキャスト陣の劇中ビジュアルが公開され、公開日が12月10日となることが発表された。7月28日に公式サイトにて特報映像が公開され、9月17日には公式サイトにて予告編映像が公開された。11月14日、東京国際フォーラムにて完成記念イベントと舞台挨拶が行われた。舞台挨拶へは主演の岡田や監督の山崎をはじめ、吉岡秀隆、染谷将太、鈴木亮平、野間口徹、ピエール瀧、綾瀬はるか、堤真一、國村隼、小林薫がレッドカーペットに登壇した。

### キャスト（映画）
- 国岡鐵造 - 岡田准一[20]
- 国岡ユキ - 綾瀬はるか[21]
- 東雲忠司 - 吉岡秀隆
- 長谷部喜雄 -  染谷将太
- 武知甲太郎 - 鈴木亮平
- 柏井耕一 -  野間口徹
- 藤本壮平 - ピエール瀧
- 国岡万亀男（鐵造の兄） - 光石研
- 国岡智恵子（万亀男の妻） - 西尾まり
- 小川初美 - 黒木華
- 小松保男 - 須田邦裕
- 黒川 - 飯田基祐
- 大崎 - 矢島健一
- 小田 - 小林隆
- 国岡昭一（鐵造の長男） - 中藪昭成
- 国岡道子（鐵造の次女） - 安山夢子
- 鐵造の孫 - 髙橋來、大山蓮斗、西澤愛菜
- 日野陽仁
- 栩原楽人
- 長部努
- 奥野瑛太
- 黒田大輔
- 信太昌之
- 渡辺憲吉
- 坂田聡
- 佐伯新
- 田中美央
- 松原正隆
- 関口晴雄
- 森廉
- 酒向芳
- ドン・ジョンソン
- イアン・ムーア
- 榎本誠 - 浅野和之
- 鳥川卓巳 - 國村隼
- 甲賀治作 - 小林薫
- 盛田辰郎[注 1] - 堤真一
- 木田章太郎[注 2] - 近藤正臣

ほか

### スタッフ（映画）
- 原作：百田尚樹
- 監督・脚本・VFX：山崎貴[20]
- 共同脚本：守屋圭一郎
- 音楽：佐藤直紀
- 製作：中山良夫、古川公平、市川南、藤島ジュリーK.、藪下維也、永井聖士、加太孝明、堀義貴、島村達雄、前田義晃、弓矢政法、阿部秀司、安部順一、永山雅也、永野道訓
- エグゼクティブプロデューサー：阿部秀司、門屋大輔
- プロデューサー：佐藤貴博、守屋圭一郎、藤村直人
- 企画協力：奥田誠治
- 撮影：柴崎幸三
- 照明：上田なりゆき
- 美術：上條安里
- 録音：藤本賢一
- 装飾：龍田哲児
- 編集：宮島竜治
- 音響効果：岡瀬晶彦
- VFXディレクター：渋谷紀代子
- DIプロデューサー：齋藤精二
- スクリプター：甲斐哲子
- 助監督：安達耕平
- 制作担当：櫻井紘史
- ラインプロデューサー：阿部豪
- アソシエイトプロデューサー：櫛山慶
- VFXプロダクション：白組
- 配給：東宝
- 制作プロダクション：ROBOT
- 制作協力：阿部秀司事務所
- 企画製作幹事：日本テレビ放送網
- 製作：「海賊とよばれた男」製作委員会（日本テレビ放送網、講談社、東宝、ジェイ・ストーム、讀賣テレビ放送、電通、ROBOT、ホリプロ、白組、D.N.ドリームパートナーズ、ジェイアール東日本企画、阿部秀司事務所、読売新聞社、日活、ソニー・ミュージックエンタテインメント、札幌テレビ放送、宮城テレビ放送、静岡第一テレビ、中京テレビ放送、広島テレビ放送、山口放送、福岡放送）

### 音楽（映画）
劇中歌
| 全作曲: 佐藤直紀。 |                                   |       |            |      |
| #                  | タイトル                          | 作詞  | 作曲・編曲 | 時間 |
| 1.                 | 「海賊とよばれた男 ~Main Title~」 |       | 佐藤直紀   | 5:11 |
| 2.                 | 「門司の海」                      |       | 佐藤直紀   | 1:46 |
| 3.                 | 「記念日」                        |       | 佐藤直紀   | 1:41 |
| 4.                 | 「融資」                          |       | 佐藤直紀   | 2:06 |
| 5.                 | 「輸入再開へ」                    |       | 佐藤直紀   | 3:01 |
| 6.                 | 「GHQ」                           |       | 佐藤直紀   | 2:17 |
| 7.                 | 「満州」                          |       | 佐藤直紀   | 1:16 |
| 8.                 | 「巨影」                          |       | 佐藤直紀   | 2:24 |
| 9.                 | 「南方石油政策」                  |       | 佐藤直紀   | 2:27 |
| 10.                | 「長谷部の死」                    |       | 佐藤直紀   | 2:09 |
| 11.                | 「交渉」                          |       | 佐藤直紀   | 1:54 |
| 12.                | 「覚悟」                          |       | 佐藤直紀   | 3:24 |
| 13.                | 「アバダン」                      |       | 佐藤直紀   | 4:15 |
| 14.                | 「スンダ海峡」                    |       | 佐藤直紀   | 2:30 |
| 15.                | 「ユキ」                          |       | 佐藤直紀   | 3:01 |
| 16.                | 「国岡商店社歌」                  |       | 佐藤直紀   | 1:59 |
| 17.                | 「海賊とよばれた男 ~End Title~」  |       | 佐藤直紀   | 5:44 |
| 合計時間:          | 合計時間:                         | 47:15 |            |      |

### コラボレーション（映画）
映画版で国岡鐡造役を演じる岡田准一がイメージキャラクター「超ひらパー兄さん」を務める大阪府枚方市の遊園地「ひらかたパーク」では、映画版の公開を記念したコラボレーション企画として、既存のフリーフォールを利用したアトラクション「国岡ライド」を2016年（平成28年）11月12日から2017年1月15日までの期間限定で開設した。ポスターも映画版のパロディとなっており、国岡が超ひらパー兄さんに、「海賊とよばれた男」の部分が「結局やらされた男」にそれぞれ変えられている。

### 受賞歴
- 第40回日本アカデミー賞[24]
  - 優秀主演男優賞：岡田准一
  - 優秀撮影賞：柴崎幸三
  - 優秀照明賞：上田なりゆき
  - 優秀音楽賞：佐藤直紀
  - 優秀録音賞：藤本賢一
  - 優秀編集賞：宮島竜治
- VFX-JAPANアワード 2018 劇場公開実写映画部門最優秀賞[25]

### 映像ソフト（Blu-ray、DVD）
- 【Blu-ray】海賊とよばれた男　Blu-ray 豪華版 ＜初回生産限定仕様＞　2017年7月5日発売
- 【Blu-ray】海賊とよばれた男　Blu-ray 通常版　 2017年7月5日発売
- 【DVD】海賊とよばれた男　DVD 豪華版 ＜初回生産限定仕様＞ 　2017年7月5日発売
- 【DVD】海賊とよばれた男　DVD 通常版　2017年7月5日発売

### テレビ放送
| 回数 | テレビ局   | 番組名（放送枠名） | 放送日        | 放送時間      | 放送分数 | 視聴率 |  |
| ---- | ---------- | ------------------ | ------------- | ------------- | -------- | ------ |  |
| 1    | 日本テレビ | 金曜ロードSHOW!    | 2018年9月28日 | 21:00 - 23:29 | 149分    | 8.4%   |  |

- 視聴率はビデオリサーチ調べ、関東地区・世帯・リアルタイム。